# Adolf Berger
Adolf Berger (Berna, Cantón de Berna, Suiza, 12 de abril de 1895-Thun, Cantón de Berna, Suiza, 16 de noviembre de 1968) fue un futbolista, director técnico, militar, banquero, abogado y diplomático suizo. Fue el primer entrenador y uno de los fundadores del Club Universitario de Deportes del Perú.

## Biografía
Hans Adolf Berger nació en Berna el 12 de abril de 1895. Llegó al Perú enviado por el Gobierno Federal Suizo en 1922 para trabajar en el consulado de su país. A los 27 años de edad inició sus estudios de Derecho en la Universidad Nacional Mayor de San Marcos, fue ahí donde junto con otros estudiantes fundaron el 7 de agosto de 1924 el Club Universitario de Deportes.
Por ser uno de los de mayor edad dentro del grupo de estudiantes fundadores pasó a desempeñarse junto con el profesor Carlos Cáceres (profesor de educación física de la Universidad San Marcos) en las labores de asesoramiento técnico y físico respectivamente. De esta manera, pasó a convertirse en el primer director técnico del club. Asimismo, dentro del terreno de juego ocupó la posición de guardameta, aunque en algunas ocasiones también ocupó el puesto de delantero.
Junto a las actividades universitarias y deportivas, se dedicó también a sus labores en el Consulado de Suiza donde ocupó los cargos de agregado, secretario, vicecónsul, cónsul, agente de negocios y consejero hasta convertirse finalmente en el primer embajador suizo en el Perú en 1957. Estuvo casado con Emilie Ruch, con quien tuvo dos hijos. Falleció el 16 de noviembre de 1968 en la localidad de Thun.